# Jaroslav Šedivec
Jaroslav Šedivec (* 16. února 1981, Plzeň, Československo) je český fotbalový záložník a bývalý mládežnický reprezentant, který momentálně působí v italském klubu Maccarese Calcio. Hraje na postu ofensivního záložníka či útočníka. V roce 2002 odešel z FC Viktoria Plzeň do Itálie, kde prošel řadou klubů.

## Klubová kariéra
Fotbalista z Plzně hrál od jedenácti let za místní Viktorii, v A-mužstvu působil v letech 1999–2002. V červenci 2002 odešel do Itálie, kde hrál za Catanii, Perugii, FC Crotone, Triestinu, Mantova FC, Salernitanu, FeralpiSalò, A.C. Bastia 1924, Maccarese Calcio.

## Reprezentační kariéra
Šedivec působil v mládežnických reprezentačních výběrech České republiky od kategorie do 15 let.
Zúčastnil se Mistrovství světa ve fotbale hráčů do 20 let 2001 v Argentině, kde ČR prohrála ve čtvrtfinále 0:1 s Paraguayí.
V roce 2003 nastoupil k jednomu utkání za českou reprezentaci do 21 let, šlo o přátelské střetnutí s Francií (prohra 0:1).